# Parafia św. Marcina w Świętem
Parafia św. Marcina w Świętem – rzymskokatolicka parafia erygowana w XIV w. należąca do dekanatu Miękinia w archidiecezji wrocławskiej.
Kościół parafialny św. Marcina znajduje się we wsi Święte, kościół filialny Podwyższenia Krzyża Świętego w Źródłach, natomiast kaplica mszalna Matki Bożej Bolesnej w Juszczynie. W tych trzech miejscowościach są także cmentarze należące do parafii. Odpust przypada 11 listopada (wspomnienie św. Marcina), 14 września (Podwyższenie Krzyża Świętego) i 15 września (wspomnienie Matki Bożej Bolesnej).
Od 2003 roku proboszczem parafii jest ksiądz ks. mgr Krzysztof Bigoń EC.

## Zasięg parafii
Parafia obejmuje swoim zasięgiem Święte oraz wsie: Błonie, Juszczyn, Kadłub, Przedmoście, Źródła.